# カースル・ハワード

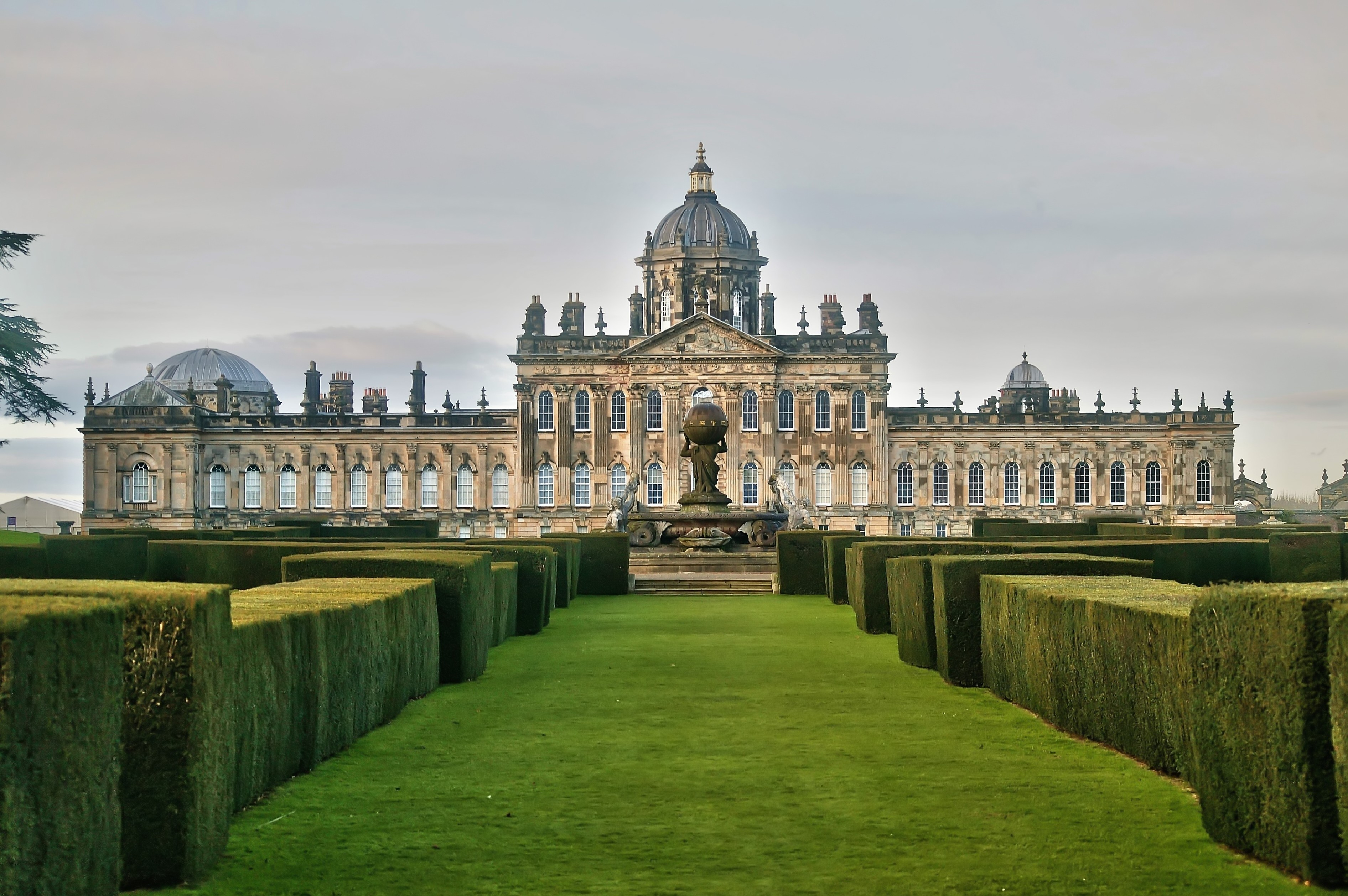
カースル・ハワード

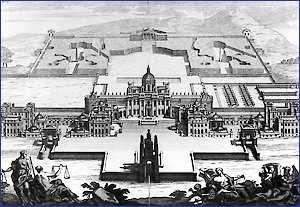
ジョン・ヴァンブラによる建築計画。一部は建設されなかった。

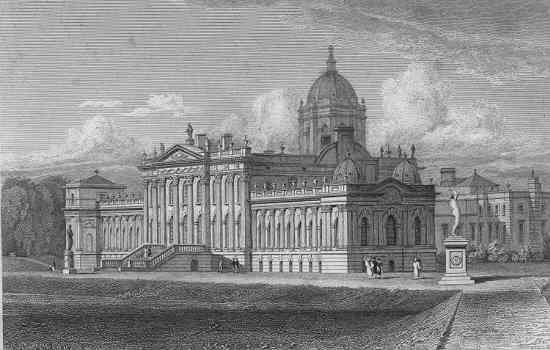
1819年のカースル・ハワード
北西からの眺め。18世紀中期に建設された西棟が見える。

カースル・ハワード (Castle Howard) はイングランドのヨークシャーに存在するステイトリー・ホーム（stately home：現在も私有されているカントリー・ハウス）。ヨークの24km北にあるこの建物はイギリスにおける最も壮麗な私有建築の一つである。
その名称とは異なり、実際には城郭（castle）として使用されたことはない。イングランドにおいては1500年頃になると城郭の建設はおこなわれなくなった。それ以降に建設されたカントリー・ハウスに対してカースル（城）という名称が頻繁に利用されたが、これらの建物の設計には軍事利用の観点は考慮されていない。　

## 歴史
1699年から1712年にかけて第3代カーライル伯爵チャールズ・ハワードの命でジョン・ヴァンブラの設計に基づいて建設された。上流階級の出身でありながら建築の才に秀でていたこの著明な好事家の初めての作品であったため、ニコラス・ホークスムアが補佐をおこなった。ヴァンブラの設計した西棟は建設されることはなく、18世紀に新古典様式に基づいて建設された。ドームはドラム上に持ち上げられて、中心をなす主玄関ホールの上に立ち上がる。
1940年には建物大部分が火災によって焼失したが、その後大半の部分は再建された。

## 関連施設
大規模な複数の庭園が付属している。邸宅の背後には幾何学的配置庭園（formal garden）が控えており、建物はこの端に建っている。庭園はさらに外側のパークと接する。Temple of the Four Windsは庭の外れに、Mausoleumはパーク内におかれている。邸宅の両脇にはそれぞれ池が設けられており、レイ・ウッド（Ray Wood）と呼ばれる植物園が付近に存在する。
イーブリン・ウォーの小説『Brideshead Revisited』を原作とする、イギリスのグラナダ・テレビ制作のドラマ『華麗なる貴族』（1981年）と、同じ原作のイギリス映画『情愛と友情』（2008年）では、物語の重要な舞台となる邸宅「ブライズヘッド」のロケ地として、いずれもカースル・ハワードが使用された。2020年からNetflixで配信されている『ブリジャートン家』でもヘイスティングス公爵夫妻が住むクライヴェドンの邸宅として撮影に使用された。

## キュー・アット・カースル・ハワード
514,000 m2ほどの広さを誇るキュー・アット・カースル・ハワード (Kew at Castle Howard) と呼ばれる植物園が、宮殿と庭に隣接しているが、別個の入り口も設けられている。1975年に設置されたこの植物園はイギリスにおける植物標本の保管施設としては最大級のものである。現在はカースル・ハワードとキューガーデンによって共同経営されており、1997年に設立されたカースル・ハワード・アーバリータム・トラスト（Castle Howard Arboretum Trust）によって経営されている。1999年からは一般に公開されており、2005年時点では新しいヴィジター・センターが建設中である。

## ギャラリー

### 外観
- カースルハワード南面
- カースルハワード南面屋根に刻まれたカーライル伯爵ハワード家の紋章の彫刻
- カースルハワード北面
- カースルハワード西面

### グレートホール
- グレートホール
- グレートホールの暖炉
- グレートホールのドーム
- グレートホールの天井画

### 部屋
- ベッドルーム
- デヴォンシャー公爵夫人ジョージアナのベッドルーム
- クリムゾン・ダイニング・ルーム
- ターコイズ・ドローイング・ルーム

### 廊下
- アンティークパッセージ
- ロング・ギャラリー

### チャペル
- チャペル

### 庭園
- アトラス噴水
- 庭園